# Thomas Mitchell (allenatore di calcio)
Thomas Brown Mitchell (Dumfries, 12 gennaio 1843 – Blackburn, 1º agosto 1921) è stato un allenatore di calcio scozzese.

## Carriera
Mitchell nacque a Dumfries circa nel 1843, ma attorno al 1867 si spostò al sud del confine. Divenne manager del Blackburn Rovers nel 1884 e guidò il club alla vittoria di cinque FA Cup tra il 1884 e il 1891. Lasciò la squadra nel 1896, e un anno dopo scelse di allenare l'Arsenal, divenendo così il primo manager professionista ad guidare la squadra. Rimase però solamente sei mesi all'Arsenal, dando le dimissioni con il club quinto in Second Division.
Successivamente ritornò ai Rovers.
Morì proprio a Blackburn nel 1921, all'età di 78 anni.

## Palmarès

### Allenatore

#### Competizioni nazionali
- Coppa d'Inghilterra: 5

Blackburn: 1883-1884, 1884-1885, 1885-1886, 1889-1890, 1890-1891